# Сургутский государственный университет
Сургутский государственный университет (СурГУ), полное юридическое название Бюджетное учреждение высшего образования Ханты-Мансийского автономного округа – Югры «Сургутский государственный университет» (БУ ВО «Сургутский государственный университет») — первый университет на территории ХМАО (Югры).
Университет состоит в Международной ассоциации приполярных университетов «Университет Арктики» и в Евразийской ассоциации университетов (EAU).

## История
Датой создания университета является 14 апреля 1993 года, когда малым советом Сургутского городского Совета народных депутатов принято решение об организации в городе Сургуте университета. 26 мая того же года состоялось подписание учредительного договора о создании университета. Первым ректором вуза стал доктор физико-математических наук, профессор Георгий Иванович Назин (1940—2009).

## Структура
На 2023 год в СурГУ насчитывается 6 институтов и медицинский колледж, а также 2 научно-исследовательских института (включающие 13 научных лабораторий), 2 научных центра и 4 самостоятельные научные лаборатории.

### Институты
| Название                                          | Год основания/вступления в состав СурГУ |
| ------------------------------------------------- | --------------------------------------- |
| Институт гуманитарного образования и спорта       | 2013                                    |
| Политехнический институт                          | 2013                                    |
| Институт государства и права                      | 2013                                    |
| Институт естественных и технических наук          | 2013                                    |
| Институт экономики и управления                   | 1993                                    |
| Медицинский институт                              | 1994                                    |
| Медицинский колледж                               | 2019                                    |
| Научно-исследовательский институт экологии Севера | 2002-2018                               |

### Библиотека

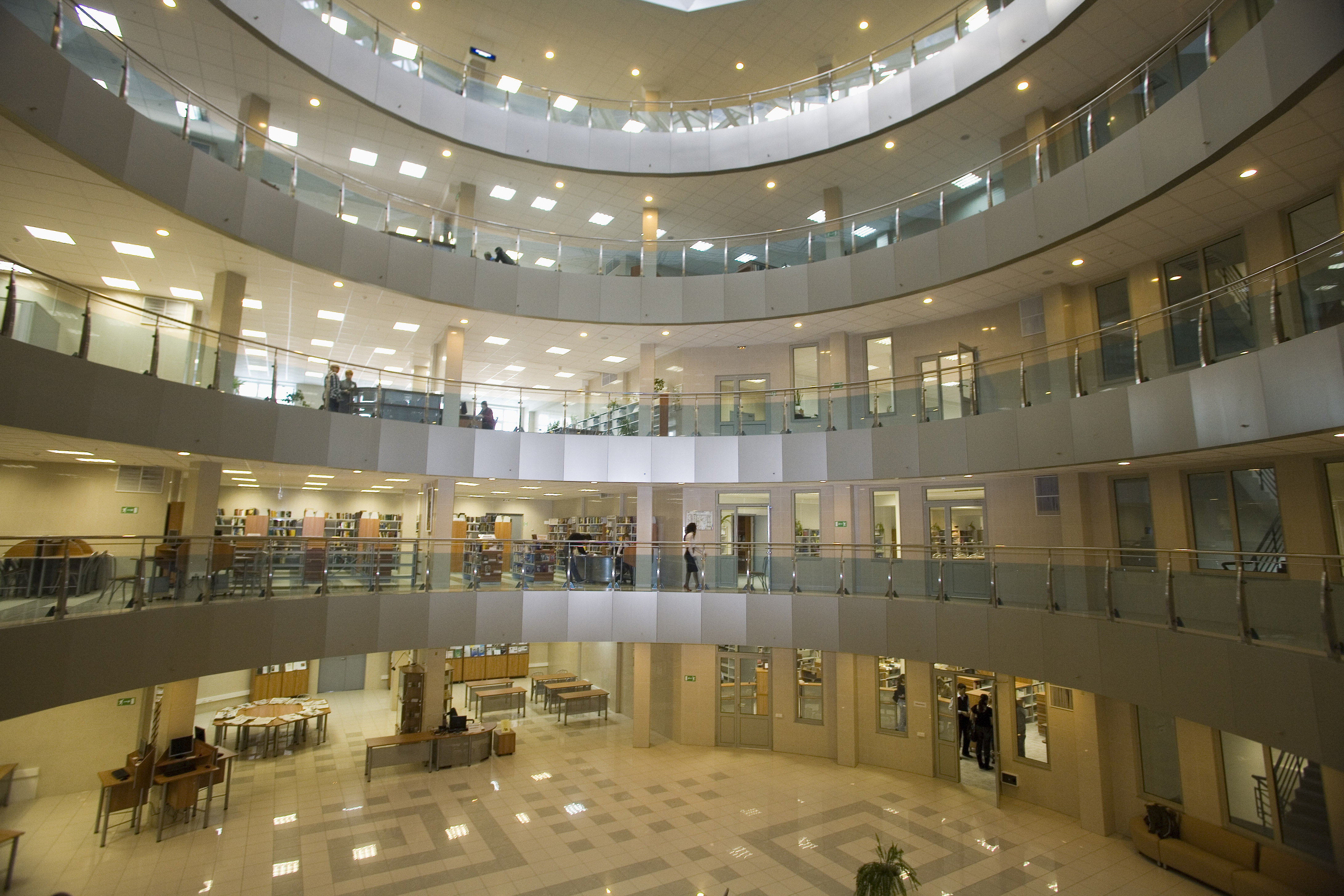
Научная библиотека СурГУ

Научная библиотека была открыта одновременно с университетом в 1993 году. НБ СурГУ неоднократно принимала участие в международных проектах и получила гранты Европейского сообщества. Входит в Российскую библиотечную ассоциацию (РБА) и Ассоциацию региональных библиотечных консорциумов «АРБИКОН». Приказом Министерства образования РФ № 1247 от 27.04.2000 г. научная библиотека Сургутского государственного университета утверждена методическим центром для библиотек образовательных учреждений ХМАО.

### Попечительский совет
В 2012 году был образован Попечительский совет, который стал коллегиальным органом управления. Задачи совета — повышение конкурентоспособности региона, развитие человеческого потенциала и качества жизни людей севера России.

## Корпуса
Университет имеет четыре корпуса:

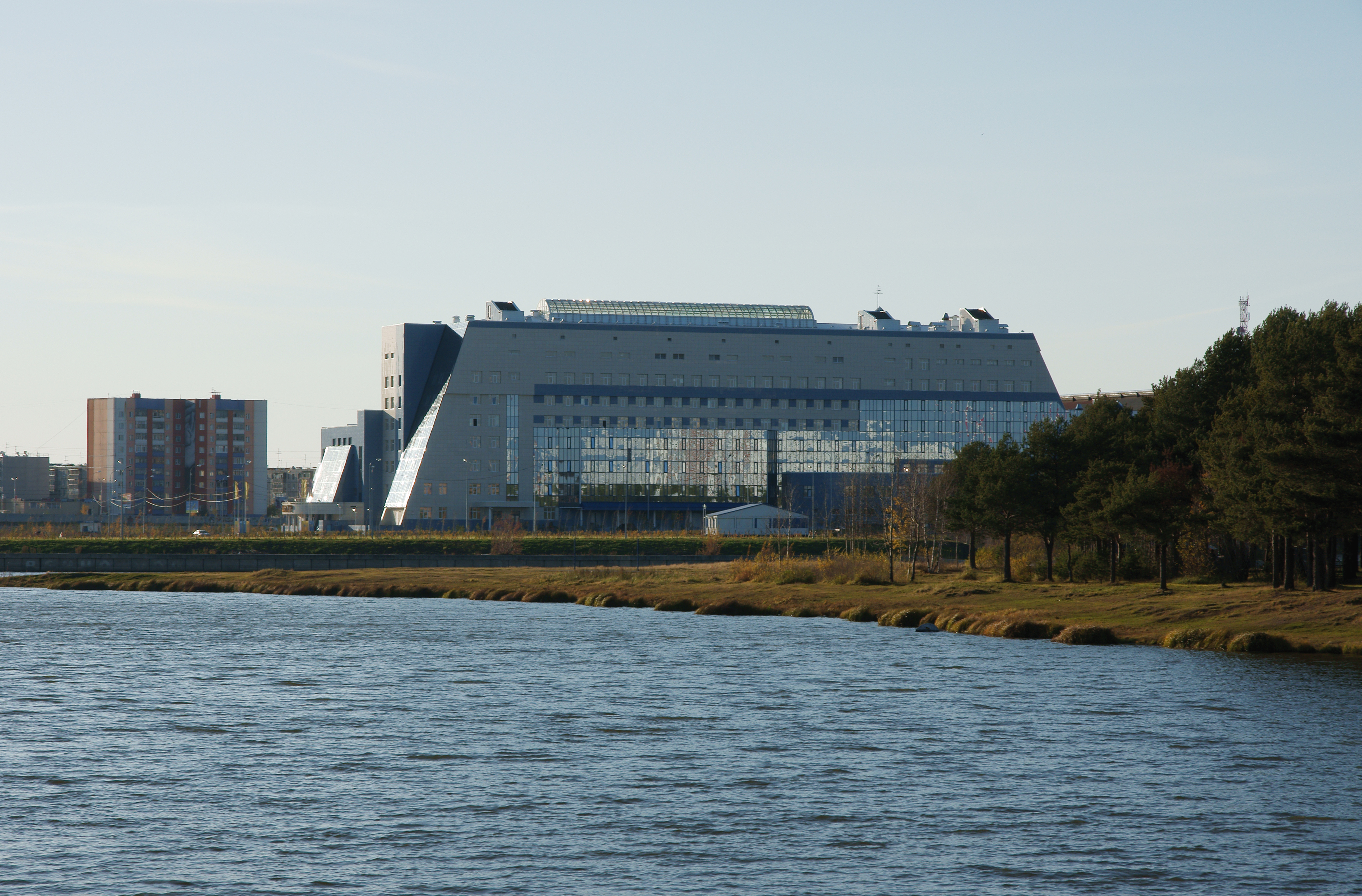
Главный корпус «Корабль»

- Главный корпус «Корабль» (проспект Ленина, 1): институт экономики и управления, институт гуманитарного образования и спорта, институт государства и права. Семиэтажный корпус полностью построен в 2007 году, его первая очередь — в 2005-м[12][13][14].
- Старый корпус «Университет» (улица Энергетиков, 22): медицинский институт (лечебный факультет, факультет последипломного образования врачей), биологический факультет, факультет экологии, химико-технологический факультет, строительное отделение.
- УНИКИТ (улица Энергетиков, 22): факультет информационных технологий, факультет автоматики и телекоммуникаций (бывший инженерно-физический факультет). Девятиэтажное здание было построено в 2004 году[15].
- Гуманитарный корпус (улица Энергетиков, 8): исторический факультет, факультет социальных технологий, факультет психологии.

В Главном корпусе университета также расположен Театр СурГУ, действующий с июня 2005 года.

## Ректоры
- Георгий Иванович Назин (14 апреля 1993 года — 7 ноября 2009 года)
- Сергей Михайлович Косенок (с 10 марта 2010 года, и. о. ректора с 2009 года)